# Grabinka (powiat sieradzki)
Grabinka – kolonia w Polsce, położona w województwie łódzkim, w powiecie sieradzkim, w gminie Warta. Wraz z sąsiednią wsią Miedze współtworzy sołectwo Miedze-Grabinka.
W latach 1975–1998 miejscowość administracyjnie należała do województwa sieradzkiego.